# Locțiitor al Tronului Cezareei Capadociei
Locțiitor al Tronului Cezareei Capadociei este un titlu onorific deținut de către patriarhul Bisericii Ortodoxe Române.

## Episcopia Cezareei Capadociei
În orașul bizantin Cezareea Capadociei (azi orașul Kayseri din Turcia) a existat la începutul mileniului I o episcopie creștină, care a fost condusă de către Sf. Vasile cel Mare (370-379). Ales la data de 14 iunie 370 în tronul de episcop al Cezareii, Sf. Vasile a deținut în această calitate și rangul de Mitropolit al Capadociei și Exarh al Pontului, autoritatea sa întinzându-se între Munții Balcani, Marea Mediterană, Marea Egee și până la Eufrat. Sf. Vasile este considerat unul dintre cei mai importanți părinți ai Bisericii Ortodoxe și unul dintre cei mai mari teologi creștini, fiind canonizat și sărbătorit în fiecare an la data de 1 ianuarie și de asemenea pe 30 ianuarie împreună cu Sf. Ioan Gură de Aur și Sf. Grigore de Nazianz (sărbatoarea Sfinților Trei Ierarhi, instituită în anul 1081 de către Patriarhul Ioan al Constantinopolului în memoria acestor trei mari sfinți și teologi ortodocși).
Ca urmare a cuceririi acestei regiuni de către Imperiul Otoman, episcopii Cezareei Capadociei au fost nevoiți să își înceteze activitatea din lipsă de credincioși (care au fugit din calea turcilor, au fost uciși de aceștia în lupte sau au trecut la Islam), însă în ierarhia bisericească bizantină s-a păstrat titlul onorific de episcop al Cezareei Capadociei.

## Locțiitori al tronului episcopal din Cezareea Capadociei
Pentru a se perpetua amintirea acestui scaun episcopal străvechi, Sinodul Patriarhiei de la Constantinopol, în timpul patriarhului Sofronie, a decis la data de 10 octombrie 1776, ca mitropolitul Ungrovlahiei (cu reședința la București) să poarte și titlul onorific de „locțiitor al Tronului episcopal din Chesareea (Cezareea) Capadociei”. Din anul 1925, acest titlu este purtat de către patriarhul Bisericii Ortodoxe Române.
Primul mitropolit al Ungrovlahiei care a purtat acest titlu onorific a fost Grigorie al II-lea de la Colțea (1710-1787). Acesta a fost un erudit cărturar, remarcându-se prin tipărirea a zeci de cărți de slujbă în limba română, pe cheltuiala sa. A primit titlul de mitropolit „titular” al Mirelor Lichiei (1748-1760), devenind apoi mitropolit al Ungrovlahiei (28 iulie 1760 - 18 septembrie 1787). El a îndeplinit misiuni diplomatice, între care și una la țarina Ecaterina a II-a a Rusiei, în fruntea unei delegații de clerici și boieri munteni (1770). Ca urmare a relațiilor create, la data de 13 iulie 1774, generalul rus Piotr Saltîkov i-a dăruit moaștele Cuviosului Dimitrie Basarabov, pe care le-a așezat în Catedrala Mitropolitană din București .